# Honorato
Honorato es un nombre de pila masculino de origen latino en su variante en español. Procede de Honoratus, «honrado, honorable».

## Santoral
- San Honorato de Arlés, 16 de enero;
- San Honorato de Amiens, 16 de mayo;
- San Honorato de Buzançais, 9 de enero;
- San Honorato de Subiaco, 23 de mayo;
- San Honorato de Vercelli, 29 de octubre;
- San Honorato de Milán, 8 de febrero;
- Beato Honorato Alfredo, 6 de noviembre;
- Beato Honorato de Biala, 16 de diciembre.

## Variantes
- Femenino: Honorata.

| Variantes en otras lenguas | Variantes en otras lenguas |
| -------------------------- | -------------------------- |
| Español                    | Honorato                   |
| Alemán                     | Honoratus                  |
| Búlgaro                    | Хонорат (Honorat)          |
| Catalán                    | Honorat                    |
| Checo                      | Honorát                    |
| Euskera                    | Onorata                    |
| Francés                    | Honorat, Honoré            |
| Holandés                   | Honoratus, Honoraat        |
| Húngaro                    | Honorátusz                 |
| Inglés                     | Honoratus                  |
| Italiano                   | Onorato                    |
| Latín                      | Honoratus                  |
| Lituano                    | Honoratas                  |
| Polaco                     | Honorat                    |
| Portugués                  | Honorato                   |
| Ruso                       | Гонорат (Gonorat)          |
| Sardo                      | Onoràtu                    |
| Sueco                      | Honoratus                  |